# Bavayia tchingou
Bavayia tchingou — вид геконоподібних ящірок родини диплодактилідів (Diplodactylidae). Ендемік Нової Каледонії. Описаний у 2022 році. 

## Поширення і екологія
Bavayia tchingou є ендеміками гірського масиву Чінгоу, розташованого в комуні Пуандімьє в центральній частині Нової Каледонії. Вони живуть в тропічних лісах, на висоті 900 м над рівнем моря.